# Aleksandar Nevski
Aleksandar Nevski (Pereslavlj-Zaleski, 30. svibnja 1220. – Gorodec, 14. studenog 1263.; rus. Алекса́ндр Яросла́вич Не́вский) bio je veliki ruski knez i svetac Ruske pravoslavne crkve.
Rođen je 30. svibnja 1220. godine, kao sin velikog kneza Jaroslava Vsevolodoviča. Mladost je proveo u Novgorodu, a vlast nad Novgorodskom kneževinom zadobio je 1228. Knez Aleksandar pobijedio je Šveđane u bici kod Neve kod ušća rijeke Izore s rijekom Nevom, 15. srpnja 1240. Po bitci je dobio nadimak "Nevski". Tada je imao 19 godina. Uspješno se suprotstavio i litavsko-njemačkoj najezdi. U situaciji kada su gradovi Jurjev i Pskov već bili zauzeti, a Teutonci prodrli do Novgorodske oblasti, Aleksandar Nevski požurio je s vojskom prema Finskom zaljevu, zauzeo Koporje, razbio Nijemce, oslobodio Pskov i pobijedio 5. travnja 1242. na Čudskom jezeru. Nakon ovoga, definitivno razbivši litavsku najezdu, sa slavom se vratio u Novgorod, ali saznavši za smrt svoga oca 1246. uputio se u Vladimir, kako bi poduzeo mjere za zaštitu državnog poretka. 
Batu-kan ga je izvijestio da, ako želi sačuvati vlast, mora doći u mongolski tabor i pokloniti mu se. Aleksandar je pristao doći u kanov tabor, ali je istupio kao ispovjednik kršćanske vjere, odričući se poklonstva. U tatarskoj zemlji je od velikog kana dobio vlast nad čitavom južnom Rusijom i Kijevom 1249. U to doba Aleksandar je privukao i pažnju pape Inocenta IV., koji mu je poslao dvojicu kardinala, Galta i Gemonta, s namjerom da izvrše utjecaj na njega kako bi primio katoličanstvo. Njihovi prijedlozi su međutim odbačeni. 
Od 1252. nosi titulu velikog kneza. Preminuo je 14. studenog 1263., primivši prije smrti monaški postrig pod imenom Aleksije. Tijelo mu je sahranjeno 23. studenog u Manastiru rođenja Presvete Bogorodice u Vladimiru.
Njegove moći, otkrivene 1380., svečano su prenesene u Sankt-Peterburg 1724. po naredbi Petra Velikog i nalaze se u lavri sv. Aleksandra Nevskog. Ruska pravoslavna crkva kanonizirala ga je u prvom redu zbog kršćanskih vrlina, a tijekom vremena stvarale su se i priče o čudima vezanim za njegov lik. Spomen mu se slavi 23. studenog i 30. kolovoza.
Ruski redatelj Sergej Ejzenštejn snimio je film "Aleksandar Nevski" 1938. godine. Godine 2008., Aleksandar Nevski proglašen je za najveću ličnost ruske povijesti.